# Licuala mattanensis
Espèce
Licuala mattanensis est une espèce de plantes à fleurs de la famille des Arecaceae (les palmiers) trouvée en Asie.

## Répartition et habitat
C’est une espèce  originaire de l’état du Sarawak sur l’ile de Bornéo, elle pousse dans les forêts tropicales pluviales de basse altitude.

## Description
C’est un petit palmier unique aux petites feuilles joliment marbrées, au bout carré et découpé comme celle d’un petit Licuala spinosa. C'est l'un des palmiers les plus recherchés dans le monde .
Espèce solitaire, monoïque, à croissance lente, atteignant à peine 3 m de hauteur chez les spécimens les plus anciens dans la nature. Le stipe est fin recouvert par les restes des pétioles foliaires.
Les feuilles sont presque rondes, divisées jusqu’à la base en 8-12 segments cunéiformes de taille variable, tronqués et découpés à l’apex, longs dans la partie médiane d’environ 40 cm, d’une couleur vert foncé brillant avec des marbrures. Les formes variées, comme le ‘Mapu’ et le ‘Tigrina’, sont de loin les plus cultivées pour cette espèce, mais plus délicates et à croissance particulièrement lente, elles ont des taches vert jaune et sont considérées comme étant parmi les palmiers les plus ornementaux, mais aussi parmi les plus difficiles à bien cultiver.
De petites inflorescences sont disposées parmi les feuilles portant des fleurs hermaphrodites ; les fruits sont fusiformes, d’environ 2,5 cm de long, de couleur jaune orangé. Ce palmier se reproduit par graines qui doivent être plantées le plus tôt possible car elles ont une capacité de germination seulement à court terme.
.

## Culture du ‘Mapu’
Les espèces et leurs variétés peuvent être cultivées exclusivement dans des zones de climat tropical humide, avec des températures élevées et constantes, avec dans la journée un minimum au-dessus de 20 °C, en position ombragée et à l’abri du vent, sur des sols bien drainés, acides et riches en matières organiques et gardés constamment humides.  Si l’humidité est insuffisante, les pointes des feuilles se dessècheront facilement. Pour la fertilisation, il est conseillé d’utiliser des produits à libération lente ; une accumulation de sels autour des racines inhibe la croissance ; pour les arrosages, l’eau dure doit être évitée. Les rempotages doivent être faits sans toucher au système racinaire, car il ne supporte pas les blessures.

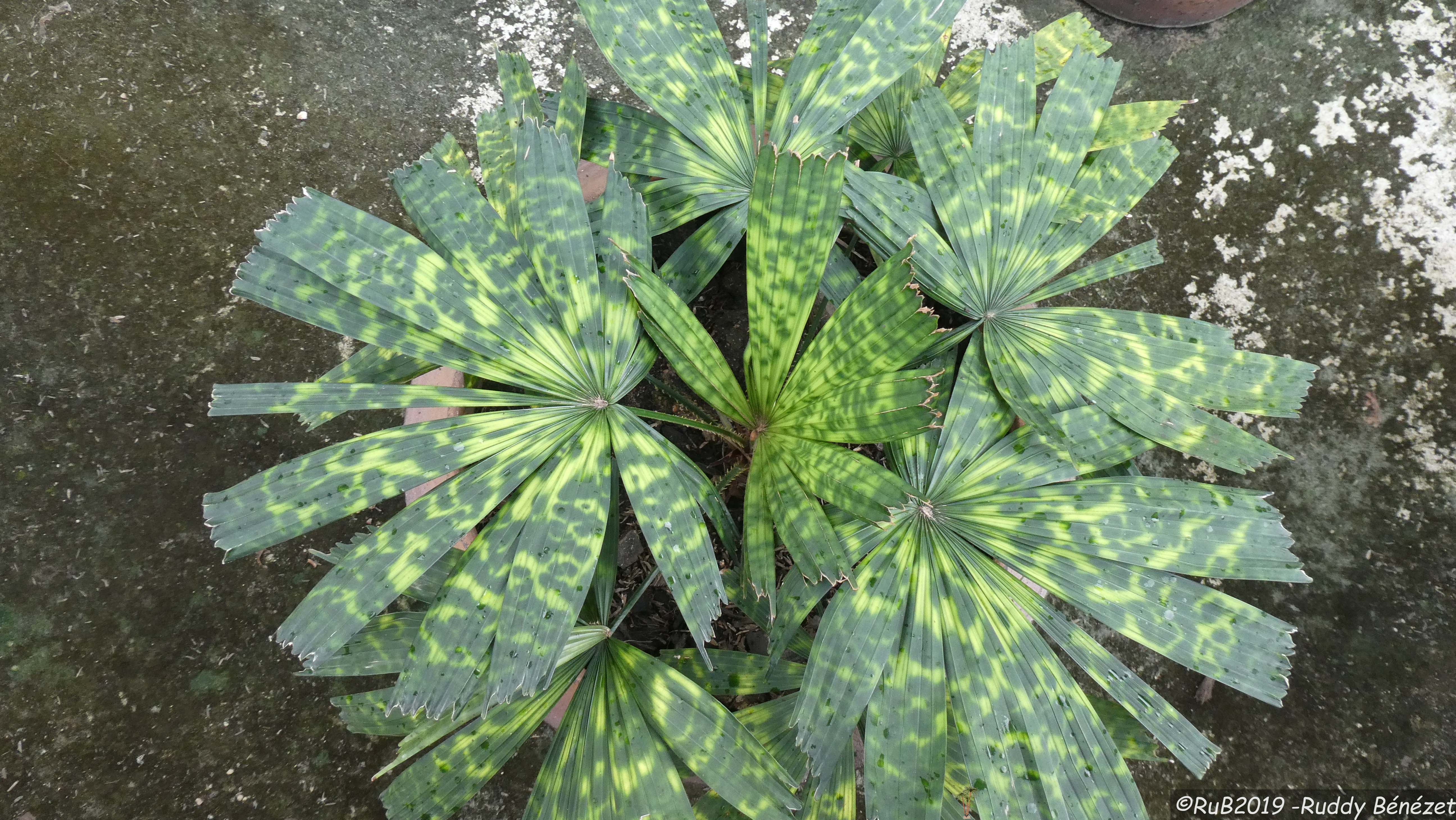
Licuala mattanensis (Mapu) au Jardin Botanique de Singapour - en culture.

## Taxonomie
Cette espèce a été décrite scientifiquement pour la première fois par Odoardo Beccari en 1889, dans Malesia; 'raccolta di osservazioni botaniche intorno alle piante dell'arcipelago Indo-Malese e Papuano' .

### Étymologie
Licuala: nom générique qui vient de la latinisation du nom vernaculaire, leko wala, soi-disant utilisé pour Licuala spinosa à Makassar, dans les Célèbes. (J. Dransfield, N. Uhl, C. Asmussen, W.J. Baker, M. Harley et C. Lewis. 2008) .
 mattanensis : nom d’espèce qui indique le lieu d’origine, la montagne Mattang au Sarawak.

### Taxons infraspécifiques
* Licuala mattanensis var. mattanensis 
	* Licuala mattanensis var. paucisecta 		Becc.